# Iglesia de Jesús Obrero (Puchoco-Schwager)
La Iglesia de Jesús Obrero es un templo parroquial de culto católico ubicado en el sector de Punta Puchoco de la localidad de Schwager, en la comuna chilena de Coronel, Región del Biobío. Forma parte de la Zona Típica Puchoco-Schwager, la cual reúne una serie de edificaciones de interés patrimonial. A nivel jerárquico es administrada directamente por la arquidiócesis de la Santísima Concepción. 

## Historia
Construida durante los años 1930, fue edificada en unos terrenos donados por la familia de Federico Schwager, sobre una pequeña colina frente a la plaza Caupolicán de la localidad, con el propósito de que sea vista por toda la comunidad local, siendo inaugurada en 1935. Su advocación a Jesús Obrero fue escogida en una época donde existía una gran cantidad de mineros del carbón que profesaban el catolicismo en la zona, los cuales se sentían representados con esa imagen de Jesucristo.
La iglesia fue diseñada por el arquitecto chileno Hernán Vega Pérez, el cual la ideó en estilo ecléctico, incorporando elementos de la arquitectura inglesa, francesa y neogótica, con ciertas similitudes en su exterior con la iglesia de San Matías Apóstol, en la vecina comuna de Lota.
En su interior cuenta con un crucijo de madera presidiendo su altar mayor, que cuelga de dos cadenas. Tras él, un sagrario de madera, en un mueble tallado. Un púlpito al costado izquierdo del altar. Un confesionario al costado derecho y un retablo en la zona del baptisterio. Una imagen de la Virgen María y el Niño Jesús en sus brazos, traída desde Alemania por la madre del sacerdote Enrique Geist, una imagen de San Lorenzo, una de Santa Teresa del Niño Jesús en una entrada y un Viacrucis donado en 2006, por un ciudadano de Coronel. 
Durante el terremoto de 2010, la edificación sufrió graves y evidentes daños en su interior como también en su exterior, por lo que tuvo que ser restaurada a partir del año 2013, con fondos del Ministerio de la Cultura y las Artes de Chile, en el mismo año en que fue incorporada a la Zona Típica declarada por el Consejo de Monumentos Nacionales de Chile.
Cada año durante la segunda quincena de diciembre se realiza en la parroquia un concierto navideño, donde se presentan coros y orquestas con un repertorio de villancicos.